# Tom Peters
Thomas J. "Tom" Peters (Baltimore, Maryland; 7 de noviembre de 1942) es un escritor estadounidense, especialista en prácticas de gestión empresarial, más conocido por  En busca de la excelencia '"(coautoría con Robert H. Waterman, Jr.).

## Vida y carrera
Peters nació en Baltimore, Maryland. Asistió a Severn School para cursar la secundaria, obtuvo una licenciatura en ingeniería civil en 1965, y una maestría en 1966. Estudió más tarde en la Universidad de Cornell y Empresariales en la Stanford Business School, recibiendo un MBA y PhD. En 2004, también recibió un doctorado honorario de la Universidad Estatal de Gestión en Moscú.
Desde 1966 a 1970 sirvió en la Armada de Estados Unidos, donde recibió dos condecoraciones por sus actos en Vietnam como Armada Seabee, y más tarde trabajó en el Pentágono. De 1973 a 1974, trabajó en la Casa Blanca como asesor durante el gobierno de Nixon. Peters ha reconocido la influencia del estratega militar, el coronel John Boyd, en su escritura posterior.
De 1974 a 1981, Peters trabajó como consultor de gestión en McKinsey & Company, convirtiéndose en un líder de la práctica social y la eficacia en 1979. En 1981, dejó McKinsey para convertirse en un consultor independiente.
En 1990, se hace referencia a Peter en una publicación británica como uno de los gurús de calidad del mundo.
En busca de la excelencia fue publicado en 1982, se convirtió en un éxito de ventas, y ganó exposición en los Estados Unidos a nivel nacional cuando una serie de especiales de televisión basada en el libro y organizada por Peters apareció en PBS. Las ideas principales son resolver problemas de negocios con la menor sobrecarga de procesos de negocios, y empoderar a los tomadores de decisiones en múltiples niveles de una empresa.
En libros posteriores Peters ha alentado a la responsabilidad personal en respuesta a la Nueva Economía.
En su libro de 2005 Talento escribió:

"La dura noticia: Esto no es opcional El microchip será colonizar todas las actividades rutinarias y vamos a tener que luchar para reinventarnos a nosotros mismos - como lo hicimos cuando salimos de la granja y nos fuimos a la fábrica, y luego como fuimos expulsados de.. la fábrica y entregado a las torres de cuello blanco la noticia emocionante (como yo lo veo de todos modos):.. Esto no es opcional el te y reinventó el reinventado me tendré más remedio que luchar y añadir valor de alguna manera significativa."

En la edición de diciembre de 2001 de  Fast Company , citó Peters admitiendo que él había falsificado los datos subyacentes para  En busca de la excelencia '". En un extraño giro de los acontecimientos, sin embargo, más tarde se insistió en que esto no era cierto, y que fue víctima de un "título agresivo."
El último libro de Peters es  The Little Big Things '.
Peters actualmente vive en West Tinmouth, Vermont con su esposa Susan Sargent, y continúa escribiendo y hablando sobre empoderamiento personal y de negocios y la resolución de problemas metodologías. El nombre de su compañía está basado en el Reino Unido.

## Obras
- Peters, Thomas J.; Austin, Nancy (1986). Pasión por la excelencia : características diferenciales de las empresas líderes (Traducción de: A passion for excellence). trad. Técnicos Editoriales Asociados. Barcelona: Folio. ISBN 84-7583-089-7.
- Peters, Thomas J.; Waterman, Robert H. (1987). En busca de la excelencia : lecciones de las empresas mejor gestionadas de los Estados Unidos. Barcelona: Folio. ISBN 978-84-859-0288-0.
- Peters, Thomas J. (1989). Del caos a la excelencia : manual para una revolución en la dirección y administración de empresas (Traducción de: Thriving on chaos). Barcelona: Ediciones Folio. ISBN 978-84-758-3155-8.
- Peters, Thomas J. (1993). Reinventando la excelencia : el management liberador (Traducción de: Liberation management). trad. Alejandro Tiscornia y Luis F. Coco. Barcelona: Ediciones B. ISBN 84-406-4000-5.
- Peters, Thomas J. (1995). Nuevas organizaciones en tiempos de caos (Traducción de: The Tom Peters seminar). Bilbao: Deusto. ISBN 84-234-1359-4.
- Peters, Thomas J. (1998). Revolución de la gestión y reinvención de la empresa : guía del instructor. trad. Claudio Soriano Soriano. Madrid: Díaz de Santos. ISBN 84-7978-353-2.
- Peters, Thomas J. (1998). El círculo de la innovación : amplíe su camino al éxito (Traducción de: The circle of innovation). trad. María Elena Aparicio Aldazábal. Bilbao: Deusto. ISBN 84-234-1473-6.
- Peters, Thomas J. (2000). 50 claves para gestionar un centro de servicios profesionales (Traducción de: The professional service firm50). trad. Rafael Aparicio Aldazabal. Bilbao: Deusto. ISBN 978-84-234-1701-8.
- Peters, Thomas J. (2000). 50 claves para hacer de usted una marca (Traducción de: The brand you50). trad. Rafael Aparicio Aldazabal. Bilbao: Deusto. ISBN 978-84-234-2828-1.[5]
- Peters, Thomas J.; Drucker, Peter Ferdinand (2000). El nuevo líder. Bilbao: PMP. ISBN 84-930404-3-6.
- Peters, Thomas J. (2002). Reinventando el trabajo! : las claves de la productividad (Traducción de: Re-inventing work). trad. José María Parra. Madrid: Nowtilus. ISBN 84-932527-2-7.
- Peters, Thomas J. (2002). La formación y la empresa del III milenio : lo estamos haciendo peligrosamente mal! (Traducción de: Education and third millenium work). trad. José Miguel Parra. Madrid: Nowtilus. ISBN 978-84-932-5274-8.
- Peters, Thomas J. (2002). El fracaso de lo ordinario : buscando la diferenciación (Traducción de: The death knell of ordinary). trad. José Miguel Parra. Madrid: Nowtilus. ISBN 978-84-932-5277-9.
- Peters, Thomas J. (2002). Ser y permanecer excepcional! (Traducción de: Creating the Hsde/Hight standard deviation enterprise). trad. José María Parra. Madrid: Nowtilus. ISBN 84-932527-5-1.
- Peters, Thomas J. (2002). El talento! : cómo identificarlo y mantenerlo (Traducción de: Talent). trad. José María Parra. Madrid: Nowtilus. ISBN 84-932527-3-5.
- Peters, Thomas J. (2002). Triunfar sin que tu jefe te estorbe! : planifica tu carrera profesional (Traducción de: Boss-free implementation of STM/stuff that matters!). trad. José María Parra. Madrid: Nowtilus. ISBN 84-9325-271-9.
- Peters, Thomas J. (2002). La victoria (total) de la empresa de servicios profesionales (Traducción de: The PSF unbound). trad. José María Parra. Madrid: Nowtilus. ISBN 84-932527-6-X.
- Peters, Thomas J. (2002). «Obsesión por el diseño! (Traducción de: Design mindfulness)». trad. José María Parra. Madrid: Nowtilus. ISBN 84-932221-6-X.
- Peters, Thomas J. (2002). La inevitable revolución de Internet! : estamos en el mundo web (Traducción de: Web world 2002). trad. José María Parra. Madrid: Nowtilus.
- Peters, Thomas J. (2002). El meollo del branding (Traducción de: The heart of branding). trad. José María Parra. Madrid: Nowtilus. ISBN 84-932221-8-6.
- Peters, Thomas J. (2002). Las mujeres arrasan en el mundo empresarial (Traducción de: Women roar). trad. José María Parra. Madrid: Nowtilus. ISBN 84-932221-9-4.
- Peters, Thomas J. (2004). Re-imagina!. Madrid: Pearson Educación. ISBN 978-84-205-4219-5.[6]
- Peters, Thomas J. (2005). Diseño. Madrid: Pearson Prentice Hall. ISBN 978-84-205-4643-8.[7]
- Peters, Thomas J. (2005). Tendencias. Madrid: Pearson Prentice Hall. ISBN 978-84-205-4645-2.[8]
- Peters, Thomas J. (2005). Liderazgo. Madrid: Pearson Prentice Hall. ISBN 978-84-205-4642-1.[9]
- Peters, Thomas J. (2005). Talento. Madrid: Pearson Prentice Hall. ISBN 978-84-205-4644-5.[10]
- Peters, Thomas J. (2005). Gestionar con imaginación. trad. María Belmonte Barrenechea. Barcelona: Deusto. ISBN 978-84-234-2382-8.
- Peters, Thomas J. (2007). 210 ideas para ascender y sobresalir : en busca del boom (Traducción de: The pursuit of wow!). Bilbao: Deusto. ISBN 978-84-234-1999-9.
- Peters, Thomas J. (2010). Las pequeñas grandes cosas : 163 trucos para conseguir la excelencia (Título original: The little big things). trad. Cristina Talavera Amézaga. Barcelona: Deusto. ISBN 978-84-234-2789-5.[11]

## Otras Lecturas
- Speechtek biography
- Stewart Crainer: Corporate Man to Corporate Skunk: The Tom Peters Phenomenon, Oxford, 1997
- Winfried W. Weber: Innovation durch Injunktion, Goettingen, 2005
- Tom Peters: The Bestselling Prophet of the Management Revolution (part of a 4-book series of business biographies on Peters, Bill Gates, Peter Drucker, and Warren Buffett)
- The Brand Called You FastCompany magazine, 1997.